# Campeonato regional de fútbol de Brava 2015-16
El campeonato regional de Brava 2015-16 es el campeonato que se juega en la isla Brava. Empezó el 9 de enero de 2016 y terminó el 17 de abril de 2016. El torneo lo organiza la federación de fútbol de Brava.
El Sporting Clube da Brava es el equipo defensor del título. Un total de 7 equipos participan en la competición, se juegan 14 jornadas a ida y vuelta. Todos los partidos se juegan en el estadio Aquiles de Oliveira en Nova Sintra. El campeón se clasifica para el campeonato caboverdiano de fútbol 2016.

## Equipos participantes
- Académica Brava
- Benfica Brava
- Corôa
- Juventude da Furna
- Morabeza
- Nô Pintcha
- Sporting Clube da Brava

## Tabla de posiciones
Actualizado a 17 de abril de 2016
|   | Equipo                  | PJ | PG | PE | PP | GF | GC | DG  | PTS |
| - | ----------------------- | -- | -- | -- | -- | -- | -- | --- | --- |
| 1 | Sporting Clube da Brava | 12 | 11 | 1  | 0  | 63 | 6  | +57 | 34  |
| 2 | Juventude da Furna      | 12 | 9  | 1  | 2  | 56 | 10 | +46 | 28  |
| 3 | Académica Brava         | 12 | 7  | 3  | 2  | 40 | 13 | +27 | 24  |
| 4 | Nô Pintcha              | 12 | 5  | 1  | 6  | 20 | 33 | -13 | 16  |
| 5 | Corôa                   | 12 | 4  | 1  | 7  | 17 | 36 | -19 | 13  |
| 6 | Morabeza                | 12 | 1  | 1  | 10 | 12 | 50 | -38 | 4   |
| 7 | Benfica Brava           | 12 | 1  | 0  | 11 | 9  | 69 | -60 | 3   |

|  | Clasificado para el campeonato caboverdiano de fútbol 2016. |

## Resultados
| Benfica Brava   | 0 - 1 | Morabeza       | 9 de enero  |
| Nô Pintcha      | 1 - 0 | Corôa          | 10 de enero |
| Académica Brava | 2 - 2 | Sporting Brava | 10 de enero |

| Juventude Furna | 3 - 0 | Nô Pintcha      | 16 de enero |
| Sporting Brava  | 8 - 0 | Benfica Brava   | 17 de enero |
| Corôa           | 1 - 3 | Académica Brava | 17 de enero |

| Morabeza        | 0 - 9 | Sporting Brava  | 23 de enero |
| Académica Brava | 2 - 2 | Juventude Furna | 24 de enero |
| Benfica Brava   | 1 - 2 | Corôa           | 24 de enero |

| Nô Pintcha      | 1 - 1 | Académica Brava | 30 de enero |
| Corôa           | 3 - 3 | Morabeza        | 31 de enero |
| Juventude Furna | 8 - 0 | Benfica Brava   | 31 de enero |

| Sporting Brava  | 11 - 1 | Corôa         | 6 de febrero |
| Juventude Furna | 2 - 0  | Morabeza      | 7 de febrero |
| Nô Pintcha      | 4 - 1  | Benfica Brava | 7 de febrero |

| Académica Brava | 5 - 1 | Benfica Brava  | 13 de febrero |
| Juventude Furna | 1 - 2 | Sporting Brava | 14 de febrero |
| Nô Pintcha      | 3 - 2 | Morabeza       | 14 de febrero |

| Corôa          | 2 - 7 | Juventude Furna | 20 de febrero |
| Morabeza       | 0 - 3 | Académica Brava | 21 de febrero |
| Sporting Brava | 2 - 0 | Nô Pintcha      | 21 de febrero |

| Morabeza       | 0 - 3 | Benfica Brava   | 27 de febrero |
| Sporting Brava | 1 - 0 | Académica Brava | 28 de febrero |
| Corôa          | 2 - 0 | Nô Pintcha      | 28 de febrero |

| Académica Brava | 2 - 1  | Corôa           | 6 de marzo |
| Benfica Brava   | 0 - 11 | Sporting Brava  | 6 de marzo |
| Nô Pintcha      | 0 - 7  | Juventude Furna | 9 de marzo |

| Sporting Brava  | 4 - 1 | Morabeza        | 12 de marzo |
| Corôa           | 2 - 1 | Benfica Brava   | 13 de marzo |
| Juventude Furna | 2 - 1 | Académica Brava | 13 de marzo |

| Académica Brava | 4 - 0  | Nô Pintcha      | 26 de marzo |
| Benfica Brava   | 0 - 16 | Juventude Furna | 27 de marzo |
| Morabeza        | 0 - 2  | Corôa           | 27 de marzo |

| Corôa         | 1 - 4 | Sporting Brava  | 2 de abril |
| Morabeza      | 1 - 5 | Juventude Furna | 3 de abril |
| Benfica Brava | 1 - 3 | Nô Pintcha      | 3 de abril |

| Benfica Brava  | 1 - 9 | Académica Brava | 9 de abril  |
| Morabeza       | 3 - 8 | Nô Pintcha      | 10 de abril |
| Sporting Brava | 2 - 0 | Juventude Furna | 10 de abril |

| Juventude Furna | 3 - 0 | Corôa          | 16 de abril |
| Nô Pintcha      | 0 - 7 | Sporting Brava | 17 de abril |
| Académica Brava | 8 - 1 | Morabeza       | 17 de abril |

### Evolución de las posiciones
| Equipo / Jornada        | 01 | 02 | 03 | 04 | 05 | 06 | 07 | 08 | 09 | 10 | 11 | 12 | 13 | 14 |
| ----------------------- | -- | -- | -- | -- | -- | -- | -- | -- | -- | -- | -- | -- | -- | -- |
| Académica Brava         | 4  | 4  | 2  | 3  | 4  | 4  | 3  | 3  | 3  | 3  | 3  | 3  | 3  | 3  |
| Benfica                 | 7  | 7  | 7  | 7  | 7  | 7  | 7  | 7  | 7  | 7  | 7  | 7  | 7  | 7  |
| Corôa                   | 6  | 6  | 4  | 4  | 6  | 6  | 6  | 5  | 5  | 5  | 4  | 5  | 5  | 5  |
| Juventude da Furna      | 5  | 3  | 3  | 2  | 2  | 2  | 2  | 2  | 2  | 2  | 2  | 2  | 2  | 2  |
| Morabeza                | 1  | 4  | 6  | 6  | 5  | 5  | 5  | 6  | 6  | 6  | 6  | 6  | 6  | 6  |
| Nô Pintcha              | 2  | 5  | 5  | 5  | 3  | 3  | 4  | 4  | 4  | 4  | 5  | 4  | 4  | 4  |
| Sporting Clube da Brava | 3  | 1  | 1  | 1  | 1  | 1  | 1  | 1  | 1  | 1  | 1  | 1  | 1  | 1  |

| Campeón Sporting Clube da Brava 3.o título |

## Estadísticas
- Mayor goleada: Benfica Brava 0 - 16 Juventude Furna (27 de marzo)
- Partido con más goles: Benfica Brava 0 - 16 Juventude Furna (27 de marzo)
- Mejor racha ganadora: Sporting Brava; 11 jornadas (jornadas 2 a 14, incluye jornada de descanso)
- Mejor racha invicta: Sporting Brava; 12 jornadas (jornadas 1 a 14, incluye jornada de descanso)
- Mejor racha marcando: Sporting Brava 12 jornadas (jornadas 1 a 14, incluye jornada de descanso)
- Mejores racha imbatida: Sporting Brava; 3 jornadas (jornadas 7 a 9)